# Pierre-Jean Rey
Pour les articles homonymes, voir Rey.
Ne doit pas être confondu avec Jean-Pierre Rey.
Pierre-Jean Rey est un photographe, documentariste et scénariste français né le 19 novembre 1946 à Toulon.

## Biographie
Enseignant puis photographe de mode, créateur des studios Baobab à Paris et Toulon, il expose son travail en France, en Europe et aux États-Unis. Il publie des livres photographiques, notamment chez Albin Michel La Transamazonienne en collaboration avec Bernard Giraudeau. Petits d'Hommes pour l'Unicef.  
Rey est le fondateur de l'ONG Village de Tanvi.

## Collections, expositions
- MOMA, New York
- Bibliothèque nationale de France
- Musée Nicéphore-Niépce
- Assemblée nationale
- ONU, Genève
- Maison Descartes, Amsterdam
- Montréal et Moncton, Canada
- Maison des sciences, Tunis
- Parlement européen